# حسن‌آباد وسطی
حسن‌آباد وسطی، روستایی از توابع بخش کرون شهرستان تیران و کرون در استان اصفهان ایران است.

## جمعیت
این روستا در دهستان کرون سفلی قرار دارد و براساس سرشماری مرکز آمار ایران در سال ۱۳۹۸، جمعیت آن۱۵۹۶ نفر ۴۷۳(خانوار) بوده‌است.